# 瓮安县
瓮安县是中华人民共和国贵州省黔南布依族苗族自治州下属的一个县，位于贵州省中部。面积1973.8平方公里，2012年人口48万，人口较多的少数民族有苗、布依、土家等族。

## 行政区划
瓮安县下辖2个街道办事处、10个镇、1个乡：
雍阳街道、瓮水街道、平定营镇、猴场镇、中坪镇、建中镇、永和镇、珠藏镇、玉山镇、天文镇、银盏镇、江界河镇和岚关乡。

## 交通状况
- 高速： 余安高速
- 公路： 354国道、 205省道、 305省道

## 教育资源
全县有17所中学，1所中等职业技术学校，120所小学，县城内中学为6所：
- 瓮安县中等职业技术学校
- 瓮安县第一中学
- 瓮安县第二中学
- 瓮安县第三中学
- 瓮安县第四中学
- 瓮安县第五中学

## 另見
- 2008年瓮安骚乱